# Trajectura
Trajectura is een geslacht in de taxonomische indeling van de Acanthocephala (haakwormen). De worm wordt meestal 1 tot 2 cm lang. Ze komen algemeen voor in het maag-darmstelsel van ongewervelden, vissen, amfibieën, vogels en zoogdieren.

## Soorten
- Trajectura ikedai (Machida, 1992)
  - = Diplosentis ikedai Machida, 1992
- Trajectura perinsolens Pichelin & Cribb, 2001